# Комедія дель арте
Коме́дія дель а́рте, або Коме́дія ма́сок (італ. commedia dell'arte — артистична комедія) — вид італійського народного (майданного) театру, спектаклі якого створювалися методом імпровізації, на основі сценарію, що містить коротку сюжетну схему вистави, за участю акторів, одягнених в маски. У різних джерелах згадується як la commedia a soggetto (сценарний театр), la commedia all’improvviso (театр імпровізації) або la commedia degli zanni (комедія дзанні).
Театр проіснував з середини XVI до кінця XVIII століть, надавши при цьому значний вплив на подальший розвиток західноєвропейського драматичного театру. Трупи, які грали комедії масок, були першими в Європі професійними театральними трупами, де закладалися основи акторської майстерності (термін комедія дель арте, або майстерний театр, вказує на досконалість акторів у театральній грі) і де вперше були присутні елементи режисури (ці функції виконував провідний актор трупи званий капокоміко, італ. capocomico).
До XIX століття комедія дель арте зживає себе, але знаходить продовження в пантомімі і мелодрамі. У XX столітті комедія служить моделлю для синтетичного театру Мейєрхольда і Вахтангова, а також французів Жака Копо і Жана-Луї Барро, які відроджували виразність сценічних жестів та імпровізації і надавали велике значення ансамблевій грі.
Принцип tipi fissi, в якому одні і ті ж персонажі (маски) беруть участь у різних за змістом сценаріях, сьогодні широко використовується в створенні комедійних телесеріалів, а мистецтво імпровізації — у stand-up comedy.

## Походження
У давньоримському театрі існував вид народних вистав, званий ателлани. Це були непристойні фарси, спочатку імпровізовані, актори яких також носили маски; деякі з персонажів були подібні за характером маски з персонажами комедії дель арте (наприклад, римська маска Папуса і італійська маска Панталоне), хоча говорити про ателлани як про попередника комедії дель арте неправомірно: розрив традиції між ними складає більше дванадцяти століть. Найімовірніше, мова може йти тільки про схожість обставин, у яких народжувалися ці види театру.
Комедія дель арте народилася з карнавальних святкувань. Театру ще не було, але були блазні, міми, маски. Іншим фактором стало зародження національної італійської драматургії. Нові п'єси писали Аріосто, Макіавеллі, Бібієна, Аретіно, але всі ці твори мало придатні для сцени, вони перенасичені персонажами і великою кількістю сюжетних ліній. Ця драматургія отримала назву «вченої комедії» (італ. Commedia erudita).
Анджело Беолько (Рудзанте) в першій половині XVI століття складав п'єси для венеціанських карнавалів, використовуючи техніку «вченої комедії». Плутані сюжети супроводжувалися трюками і здоровим селянським гумором. Навколо Беолько поступово сформувалася невелика трупа, де визначився принцип tipi fissi і утвердилося використання на театральних підмостках народної діалектної мови. Нарешті, Беолько впровадив у драматичну дію танець і музику. Це ще не було комедією дель арте, — трупа Беолько грала в рамках заданого сюжету, у неї не було вільної гри та імпровізації, — проте шлях для виникнення комедії було відкрито. Перша згадка про театр масок сягає 1555 року.

## Основні персонажі комедії дель арте
Кількість масок в комедії дель арте дуже велике (всього їх налічується понад сто), але більшість з них є спорідненими з персонажами, які розрізняються лише іменами і незначними деталями. До основних персонажів комедії належать два квартети чоловічих масок, маска Капітана, а також персонажі, що не надягають масок, це дівчата-дзанні і Закохані, а також всі шляхетні дами і кавалери.

### Чоловічі персонажі
- Північний (венеційський) квартет масок:

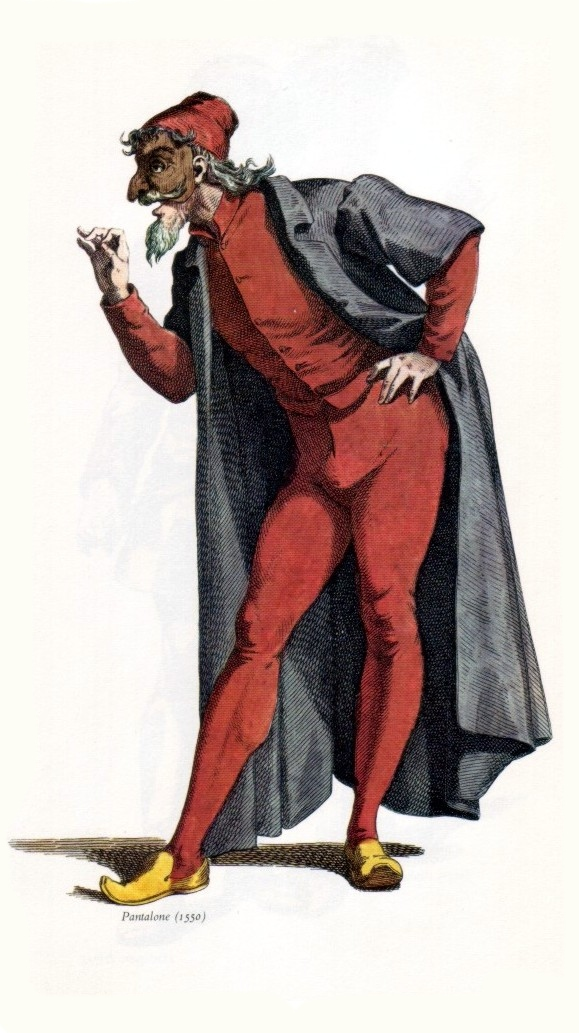
Панталоне
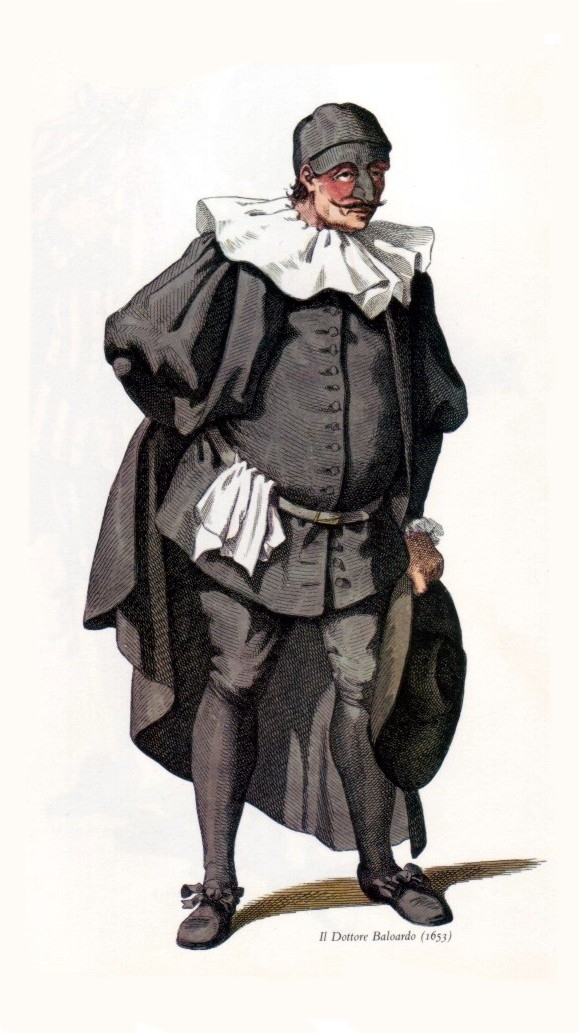
Доктор
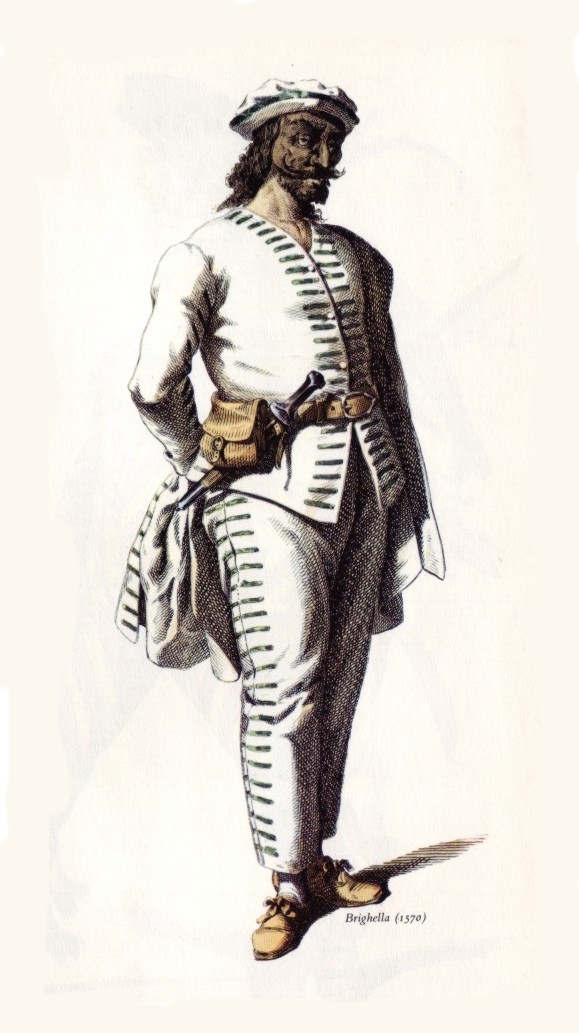
Брігелла
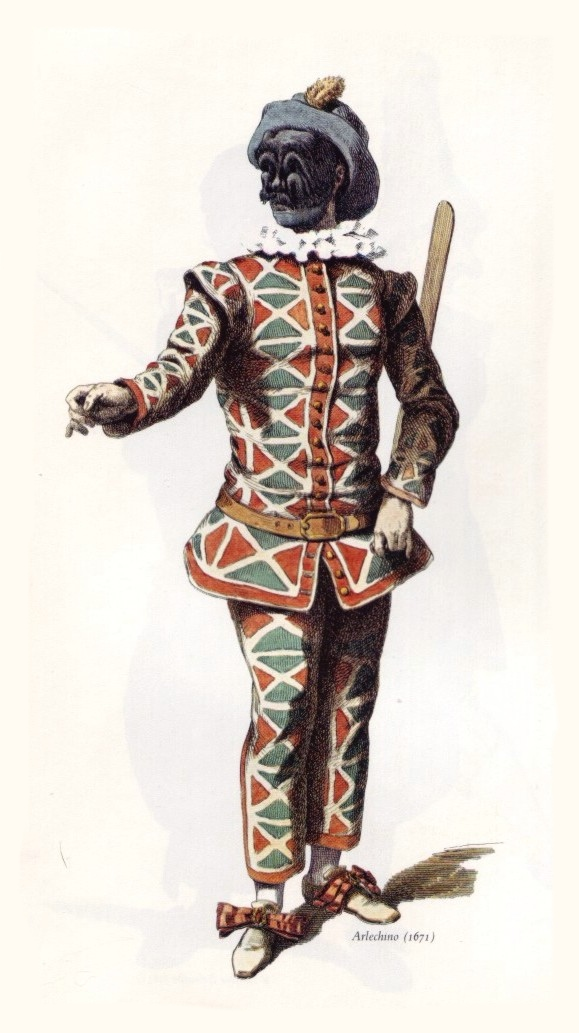
Арлекін

- Панталоне (Маніфіко, Кассандро, Уберто) — венеційський купець і скупий старий.
- Доктор (Доктор Баландзоне, Доктор Граціано) — псевдонауковець-доктор права і старий.
- Брігелла (Скапіно, Буффетто) — перший дзанні і розумний слуга.
- Арлекін (Меццетіно, Труффальдіно, Табаріно) — другий дзанні і дурний слуга.

## Витоки

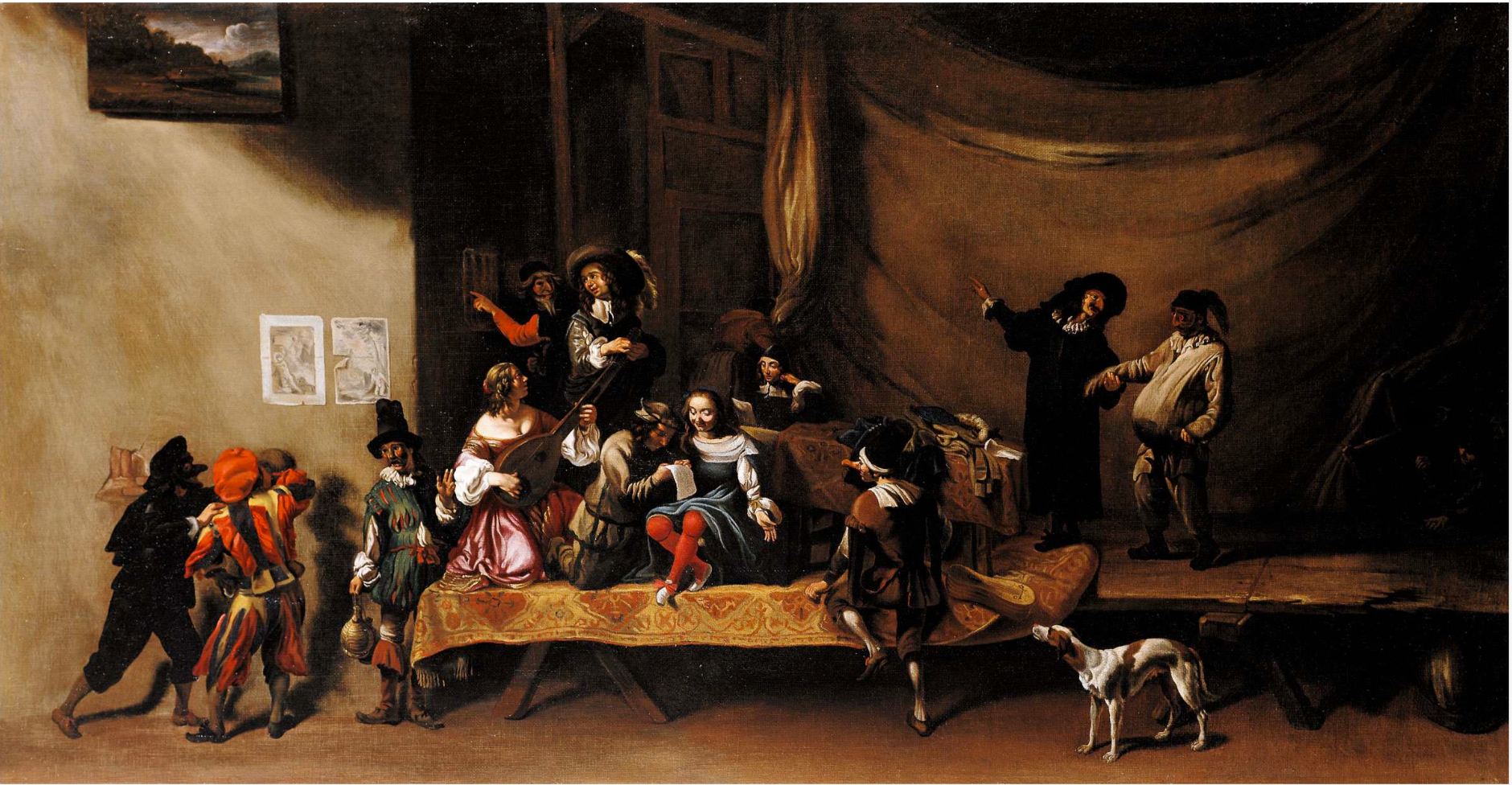
Мікеланджело Черквоцці. «Репетиція комедії дель арте», до 1640 р. Галерея Канессо, Париж

Комедія дель-арте мала раніше назви: commedia all improviso, commedia a soggetto, comedia di zanni. І тільки у XVIII ст., як вважає К. Мік, ця театральна форма (що існує від середини XVI ст.) отримує назву комедія дель арте. Тут «арте» — це і мистецтво, і майстерність, і техніка, і професіоналізм акторів як досвідчених знавців своєї справи.
Персонажі комедії масок («слуги»-маски: Бригелла, Арлекін, Пульчинелла, Серветта, Коломбіна; сатиричні маски: старий купець Панталоне; фанфарон і боягуз Капітан, базіка Доктор, педантичний Тарталья, а також ліричні герої без масок) були втіленням комічного гротеску, буфонади, яскравого видовища карнавального типу.
Як театральний жанр комедія масок вплинула на творчість Ж.-Б. Мольєра, К. Гольдоні, М. Гоцці, М. Гоголя. З цього жанру виросла традиція пантоміми, дуже популярна у Франції, що продовжується зараз мімами Жаном-Луї Борро і Марселем Марсо.

## Обрані твори (галерея)

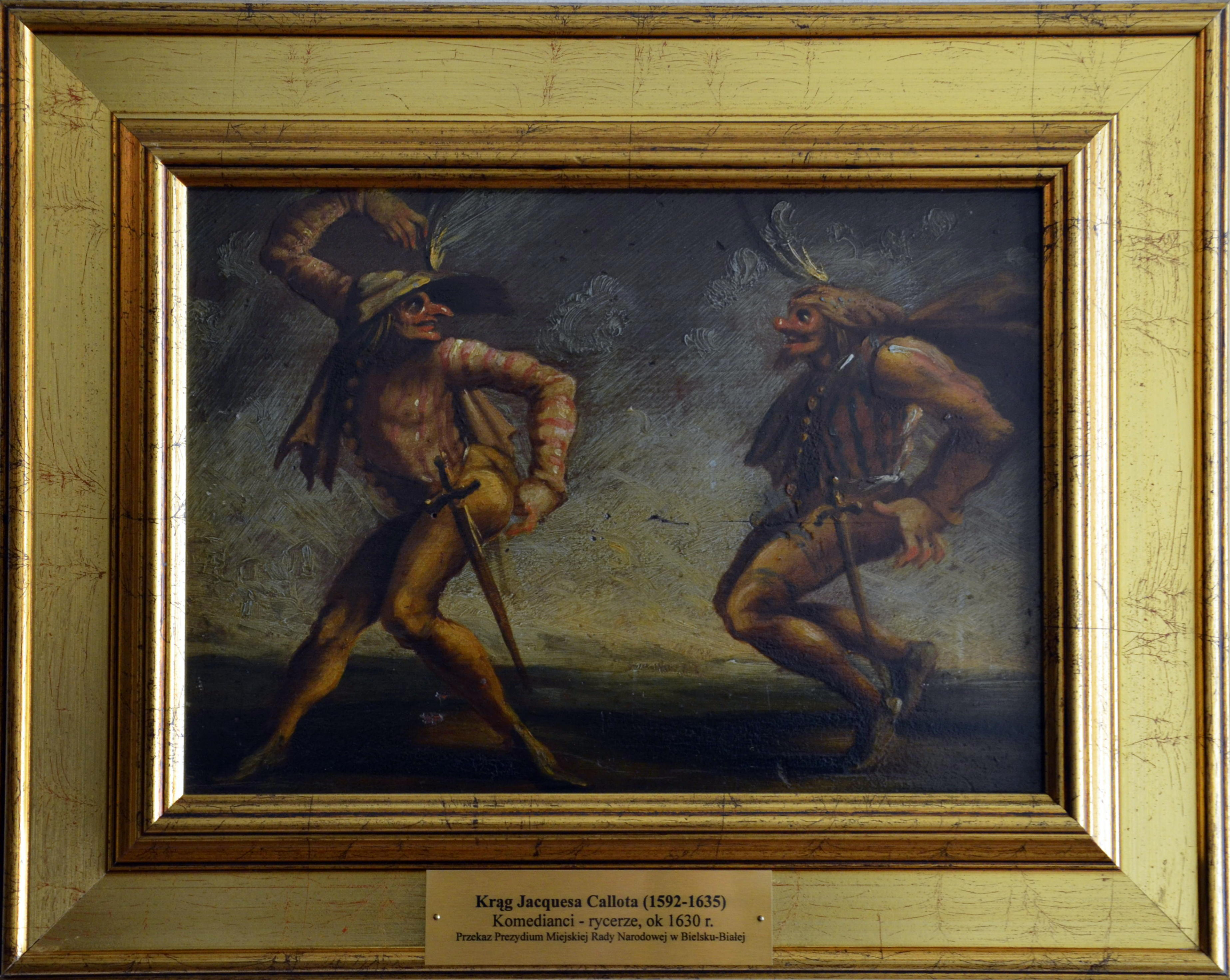
Жак Калло. «Актори комедії дель арте»
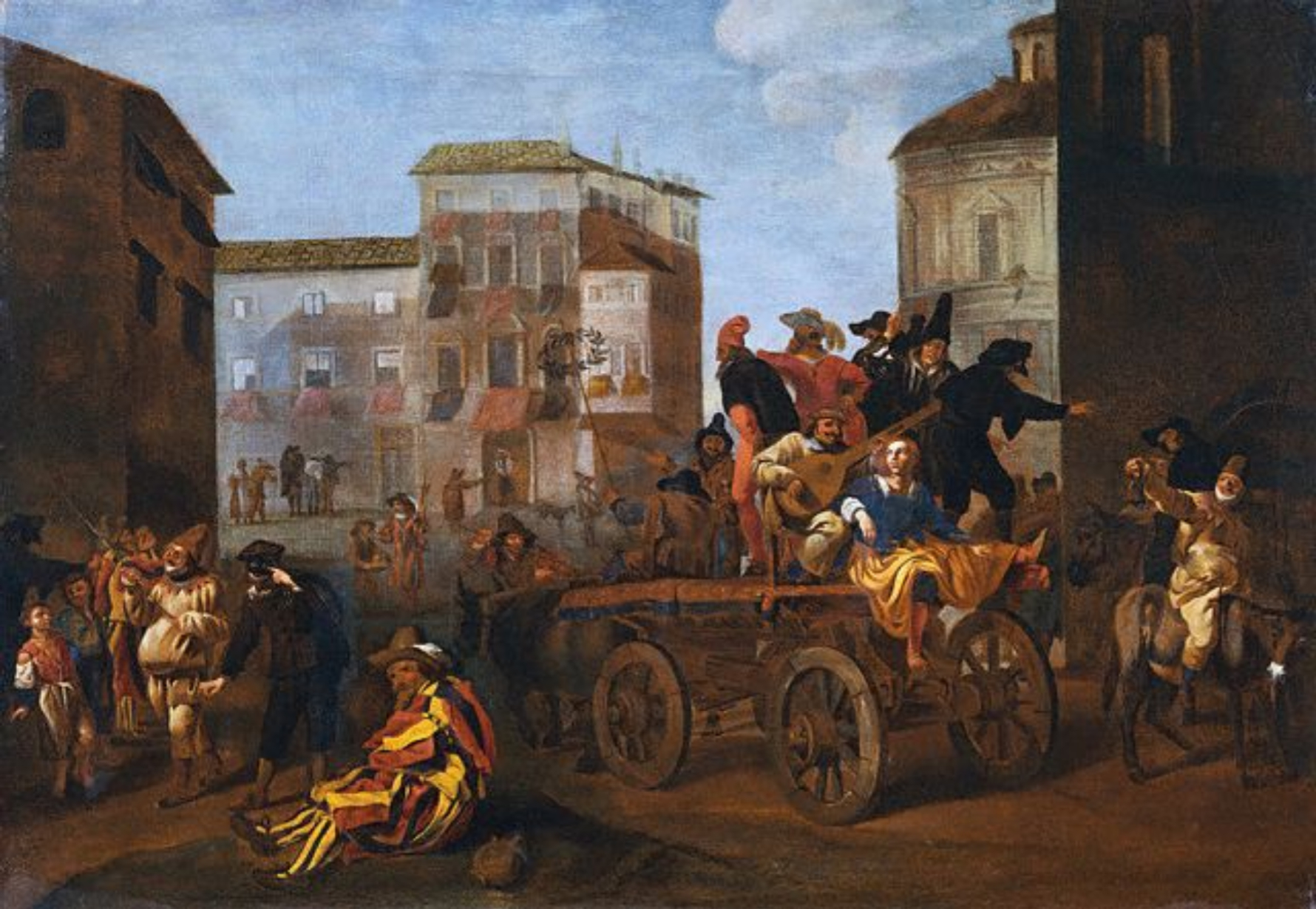
Ян Міль. «Вистава комедії дель арте на площі італійського міста»
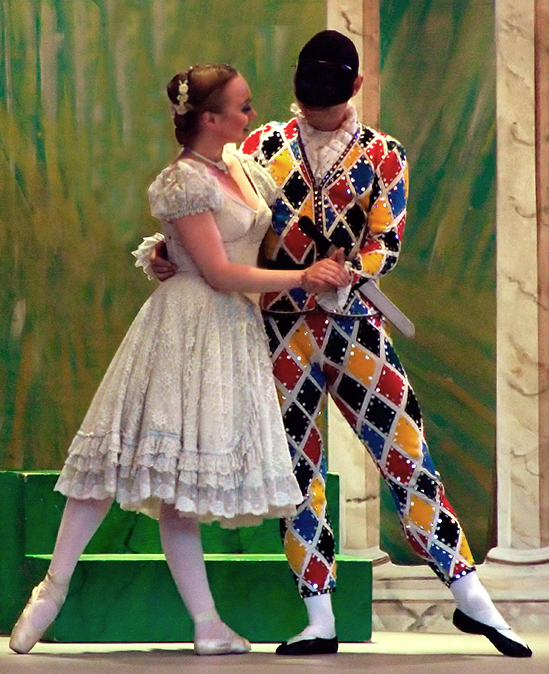
Арлекін та Коломбіна.